# Kurt Giese (Jurist)
Kurt Giese (* 25. November 1905 in Brohse (Westpreußen); † 12. September 1979 in Wennigsen (Deister)) war im nationalsozialistischen Deutschen Reich Leiter des Hauptamtes III der Kanzlei des Führers, Beisitzer am Volksgerichtshof und an der Selektion von Strafgefangenen für die Aktion „Vernichtung durch Arbeit“ beteiligt.

## Leben
Kurt Giese wurde am 25. November 1905 im westpreußischen Brohse geboren. Bereits 1923 trat er einer Jugendgruppe der NSDAP sowie der SA bei. Zu 9. März 1925 schloss er sich der neu gegründeten Partei wieder an (Mitgliedsnummer 2.806). Ab November 1935 war Giese in der Kanzlei des Führers tätig, der er bis Kriegsende angehörte. Giese heiratete und hatte fünf Kinder. 1941 übernahm er als Reichshauptamtsleiter mit der Führung des Hauptamtes III das Gnadenamt für Parteiangelegenheiten.
Vom September 1940 bis 1944 gehörte er mit mehrfachen Unterbrechungen als Beisitzer dem 2. Senat des Volksgerichtshofes an.
Als Justizminister Otto Thierack im Oktober 1942 die Leiter der Strafanstalten über die mit dem Reichsführer SS Heinrich Himmler ausgehandelte „Abgabe asozialer Gefangener an die Polizei“ unterrichtete, gehörte auch Giese zu der Kommission, die im November 1942 die Haftanstalten bereiste, um die „Asozialen“ zu selektieren. Diese wurden mit dem Ziel an die Polizei bzw. in die Konzentrationslager (KZ) der SS abgegeben, die Gefängnisse zu entlasten und durch die beschlossene Aktion „Vernichtung durch Arbeit“ in den KZ „den deutschen Volkskörper von Polen, Russen, Juden und Zigeunern“ zu „befreien“. Aus der Sicht des Justizministers war es außerdem nur logisch, auch die „Asozialen“ aus den Strafanstalten in die KZ zu überstellen, wenn sich dort bereits die nicht straffälligen dieser unerwünschten Gesellschaftsgruppe befanden. Die selektierten Strafgefangenen und Sicherungsverwahrten kamen zu zwei Drittel in das KZ Mauthausen bzw. in dessen Außenlager Gusen. Im April 1943 meldete der Chef des SS-Wirtschaftsverwaltungshauptamtes Oswald Pohl dem Justizminister, dass von 12.658 in die KZ überstellten Häftlingen bereits 5.935 gestorben seien. Giese, der 1944 das KZ Mauthausen und zusammen mit Karl Engert und Dr. Otto Gündner das Auschwitz (am 28. Juni 1944) besichtigte, da beabsichtigt war, in den Justizvollzugsanstalten die Zwangsarbeit nach KZ-Vorbild zu organisieren, konnte sich nach Kriegsende angeblich nicht erinnern, dass dort Häftlinge massenhaft zu Tode geschunden und ermordet worden seien. 
Giese war von Mai 1945 bis März 1948 in Internierungshaft. Im Oktober 1948 wurde er vom Spruchgericht zu einer Strafe von 3.000 DM verurteilt, die Revision der Anklagebehörde wurde durch das Oberste Spruchgericht in Hamm im März 1949 verworfen. Ab März 1950 war er in Wiesbaden in Untersuchungshaft.
In dem Schwurgerichtsprozess  gegen Kurt Giese waren auch vier Beamte des Reichsjustizministerium, der Ministerialdirigent Rudolf Marx, der Ministerialrat Dr. Albert Hupperschwiller, der Oberstaatsanwalt Friedrich-Wilhelm Meyer und der Erste  Staatsanwalt  Dr. Otto Gündner angeklagt worden. Sämtliche Angeklagten wurden mit Urteil des Landgerichts Wiesbaden vom 24. März 1952 freigesprochen, da „die Beweisaufnahme (…) nicht einmal einen Anhaltspunkt dafür ergeben“ hatte, „daß die Angeklagten gewußt hätten, die Staatsführung wolle Körperverletzungen der KZ-Insassen.“ (Urteilstext, S. 365f.)
Giese war nach dem Krieg als Rechtsanwalt in Hannover tätig; unter anderem hat er den T4-Gutachter Hans Heinze verteidigt.